# Mount Gabi
Mount Gabi ist ein Unterwasserberg (engl.: sea mount), der im April 2006 von Ozeanographen der University of Western Australia in Perth bei der Kartierung des Schelfs vor der Südwestküste Australiens entdeckt wurde. Der Berg liegt etwa 50 Kilometer vor der Küste nahe dem oberen Ende des untermeerischen Leeuwin-Canyons.
Die Entdeckung war ein reines Zufallsprodukt. Eigentlicher Zweck der Forschungsmission war die Untersuchung des Leeuwin-Stromes, einer Meeresströmung im Indischen Ozean. Da die Süßwasservorräte an Bord des Forschungsschiffs „Southern Surveyor“ zur Neige gingen, musste mit den Schiffsmaschinen zusätzlicher Strom für die Wasseraufbereitungsanlagen erzeugt werden. Um den Kraftstoff nicht ausschließlich für die Stromerzeugung zu verwenden, wich das Schiff kurzfristig von der geplanten Route ab. Die Forschergruppe unter der Leitung von Professor Charitha Pattiaratchi führte währenddessen einen Sonar-Scan des Meeresbodens durch und entdeckte den bis dahin unbekannten Unterwasserberg.
Der Berg wurde nach der aus Deutschland stammenden Ehefrau des Professors benannt.